# Spread a Little Light
Spread a Little Light är Molly Sandéns andra egna släppta singel. Låten släpptes 22 november 2011 och finns med på Sandéns album Unchained. Den är skriven av Sandén själv samt Aleena Gibson och Fredrik Thomander.
Molly Sandén framförde låten på Världens Barn-galan 2011 och bekräftade där att den skulle bli släppt som singel.